# Súper Rugby Aotearoa
El Súper Rugby Aotearoa (también conocido como Investec Super Rugby Aotearoa por razones comerciales) fue un campeonato nacional de rugby de Nueva Zelanda.
El torneo fue organizado por SANZAAR y New Zealand Rugby, el ente rector del deporte en el país.

## Historia
El torneo fue creado debido a la Pandemia de COVID-19, que obligó a suspender la temporada 2020 del Súper Rugby debido a la limitación de los viajes internacionales y el posterior cierre de fronteras.
La primera edición comenzó el 13 de junio de 2020 y finalizó el 16 de agosto del mismo año coronándose campeón el equipo de Crusaders.

## Campeonatos
| Edición | Año  | Campeón   | 2º puesto | 3º puesto  | 4º puesto   | 5º puesto  |
| ------- | ---- | --------- | --------- | ---------- | ----------- | ---------- |
| I       | 2020 | Crusaders | Blues     | Hurricanes | Highlanders | Chiefs     |
| II      | 2021 | Crusaders | Chiefs    | Blues      | Highlanders | Hurricanes |